# Миленко Џелетовић
Миленко Џелетовић (Урошевац, 1973) српски је универзитетски професор и доктор економских наука.

## Биографија
Рођен је 1973. године у Урошевцу, гдје је завршио основну и средњу економску школу. Економски факултет у Приштини завршио је у скраћеном року марта 1996. године. Постдипломске студије завршио је на Економском факултету у Београду, докторску дисертацију под називом "Финансијске тржиште и растући значај институционалних инвеститора у њиховом функционисању", одбранио је у мају 2005. године и стекао звање доктора економских наука на Економском факултету у Приштини.
У школској 2005/2006. године на Факултету политичких наука у Београду, био је ангажован за извођење наставе на предмету Економија. У периоду од 2008. до 2010. године радио је као шеф катедре за банкарство и финансије Факултета за услужни бизнис. Од 2009. године је ванредни професор за више научне области банкарство и финансије и вијећник за финансије Универзитета Едуконс и професор монетарних и јавних финансија на Економском факултету у Косовској Митровици.
Главни и одговорни уредник часописа "Пословна економија". Аутор је и коаутор више од 50 научно-стручних радова, четири универзитетска ученика из области финансија и финансијских тржишта, монетарне економије и банкарства.
Тренутно је на позицији финансијског директора "Телекома". Председник је Економског савета Српске напредне странке.